# Craniophora transversa
Craniophora transversa är en fjärilsart som beskrevs av Igor Kozhanchikov 1950. Craniophora transversa ingår i släktet Craniophora och familjen nattflyn. Inga underarter finns listade i Catalogue of Life.